# Адріан Коринтський
Адріан Коринтський, теж Адріан Коринфський (+ 251) — ранньохристиянський святий, мученик.
Святий мученик Адріан постраждав в часи імператора Декія (249–251). Його ув'язнили в темницю. В часи поганського свята усіх в'язнів християн випустили з тем, щоби вони принесли жертву ідолам. Святому Адріану наказали кинути на жертовник благовонну смолу. Але святий мученик зкинув приношення, що лежали на жертовнику, розкидав вогонь і зруйнував жертовник. Язичники з ярістю накинулися на нього, били палицями, залізними прутами, закидували камінням, а потім кинули в розпалену піч. Це сталося у 251 році.
- Пам'ять 17 квітня.

| Святий | Це незавершена стаття про святого або святу. Ви можете допомогти проєкту, виправивши або дописавши її. |